# Trung thành
Lòng trung thành, nói chung, là một sự tận tâm và hết lòng với một quốc gia, chính nghĩa, triết lý, đất nước, nhóm người hoặc một người cụ thể. Triết học không đồng ý về những gì có thể là một đối tượng của lòng trung thành, như một số người cho rằng sự trung thành chỉ có ý nghĩa giữa các cá nhân và chỉ một con người mới có thể là đối tượng của lòng trung thành. Định nghĩa về lòng trung thành trong luật pháp và khoa học chính trị là sự trung thành của một cá nhân với một quốc gia, hoặc với quốc gia mà người đó lớn lên, hoặc với một quốc gia được tuyên bố là tuyên thệ (nhập tịch).

## Khái niệm lịch sử

### Thế giới phương tây
Bi kịch cổ điển thường dựa trên một cuộc xung đột phát sinh từ lòng trung thành kép. Euthyphro, một trong những cuộc đối thoại đầu tiên của Plato, dựa trên tình huống khó xử về đạo đức phát sinh khi Euthyphro có ý định buộc tội ngộ sát đối với cha mình, người đã gây ra cái chết của một nô lệ do sơ suất.
Trong Phúc Âm của Matthew 06:24, Giêsu tuyên bố: "Không ai có thể làm tôi cho hai chủ. Hoặc là anh sẽ ghét người nầy mà yêu chủ kia, hoặc lòng trung thành sẽ được dành cho một người chủ và coi thường người chủ kia. Bạn không thể phục vụ cả Thiên Chúa và Mammon ". Điều này liên quan đến quyền lực của một bậc thầy đối với những người hầu của mình (theo Ê-phê-sô 6:5), theo luật Kinh Thánh, người hầu trung thành tuyệt đối với chủ nhân của họ (theo Leviticus 25: 44, 46). Mặt khác, việc "Trả lại Caesar " của các sách phúc âm khái quát thừa nhận khả năng trung thành khác biệt (thế tục và tôn giáo) mà không có xung đột, nhưng nếu lòng trung thành với con người mâu thuẫn với lòng trung thành với Thiên Chúa, thì lòng trung thành với Thiên Chúa được ưu tiên hơn.
Encyclopædia Britannica Eleventh Edition định nghĩa lòng trung thành là "sự trung thành với chính quyền có chủ quyền hoặc thành lập chính phủ của một quốc gia" và cũng là "sự tôn sùng cá nhân và sự tôn kính đối với chủ quyền và hoàng tộc". Nó theo dõi từ "lòng trung thành " đến thế kỷ 15, lưu ý rằng sau đó nó chủ yếu đề cập đến sự chung thủy trong dịch vụ, trong tình yêu hoặc lời thề mà người đó đã thực hiện. Một người trung thành, theo nghĩa phong kiến, là một người hợp pháp (trái ngược với một kẻ ngoài vòng pháp luật), người có đầy đủ quyền lợi hợp pháp do chứng tỏ lòng trung thành của mình với một lãnh chúa phong kiến. Do đó, Britannica năm 1911 bắt nguồn từ ý nghĩa chính của nó (đầu thế kỷ 20) về lòng trung thành của dân chúng với một vị vua.

### Đông Á
Thường được trích dẫn là một trong nhiều đức tính của Khổng giáo, trung thành là làm điều tốt nhất bạn có thể làm cho người khác.
"Trung" là đức tính quan trọng nhất và thường xuyên được nhấn mạnh trong Võ sĩ đạo. Kết hợp với sáu đức tính khác, đó là Nghĩa (義 gi?), Dũng (勇 yū ?), Nhân, (仁 jin?), Lễ (礼 rei?), Thành (誠 makoto?), Và Danh dự (名誉 meiyo ?) ?), nó tạo thành lối sống võ sĩ đạo: "Bằng cách nào đó, lòng trung thành được cấy vào trong tận cùng con người họ".